# Henoch

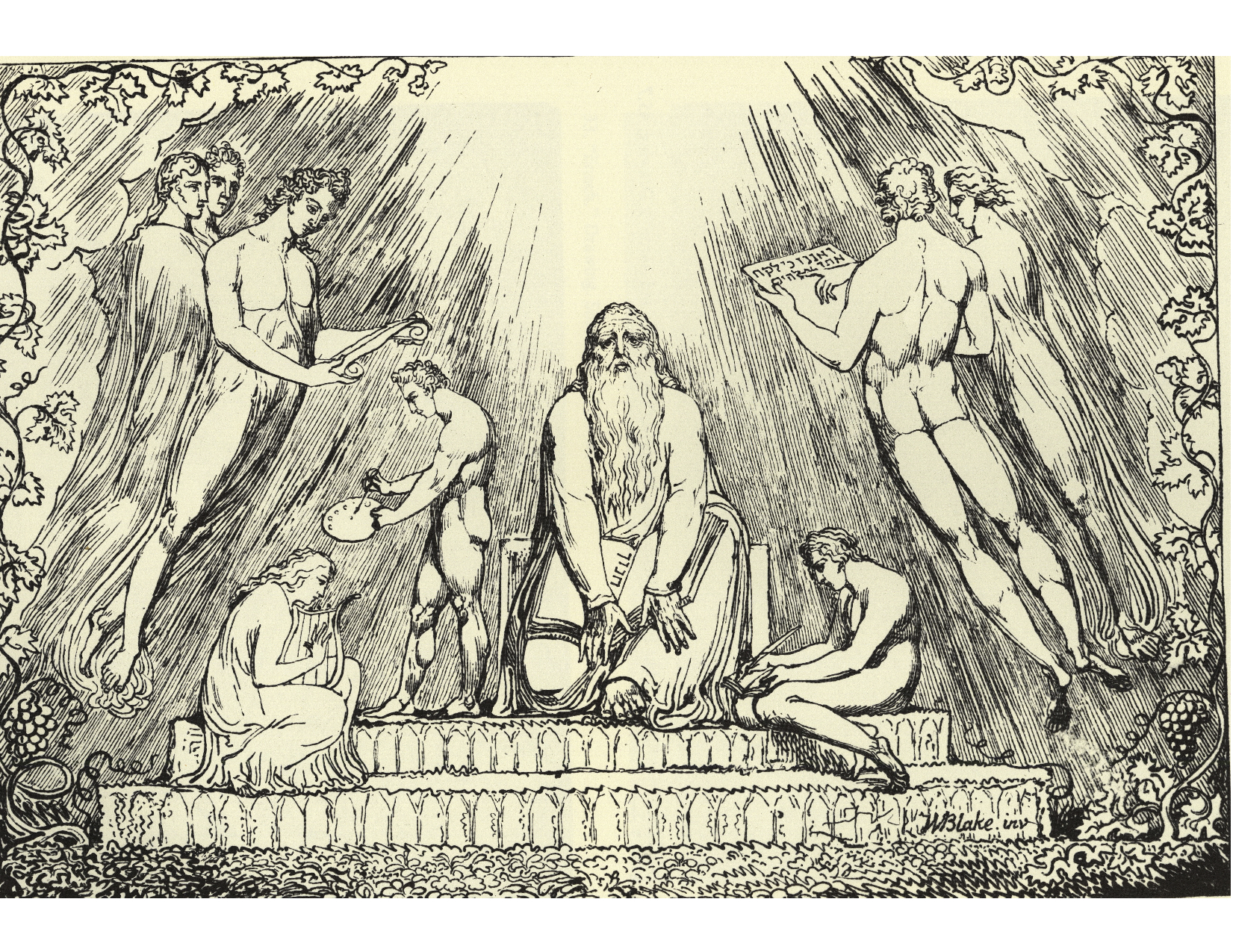
„Enoch“, Lithografie von William Blake, 1807

Henoch oder Enoch (im Islam eventuell identisch mit Idrīs) ist eine biblische Gestalt, die der Bibel zufolge nicht starb, sondern von Gott hinweggenommen wurde (Entrückung Gen 5,18–24 ). Aufgrund der unklaren Umstände seines Verschwindens rief er viele unterschiedliche, darunter auch symbolhafte, mystische und esoterische Interpretationen hervor.
Dieser Henoch ist nicht zu verwechseln mit Henoch, dem Sohn Kains, nach dem auch eine Stadt benannt wurde (Gen 4,17 ).

## Etymologie
Die Herkunft des Personennamens חֲנוֹךְ ḥǎnôkh, deutsch ‚Henoch‘ (in Gen 25,4  חֲנֹךְ ḥǎnokh) ist unsicher. Hans Rechenmacher leitet den Namen von kanaanäisch ḫanāku „Gefolgsmann“ ab und nimmt an, dass es sich um die Kurzform einer Genitivverbindung, bestehend aus Grundwort und Bestimmungswort, handelt. Das Bestimmungswort und zugleich theophore Element sei ausgefallen, übrig sei noch das Grundwort „Gefolgsmann“. Der Name bedeute daher „Gefolgsmann (Gottes)“. Inhaltlich lassen sich dazu die mit עֶבֶד ‘ævæd, deutsch ‚Knecht‘ gebildeten Namen vergleichen (z. B. עַבְדִּיאֵל ‘avdî’el, deutsch ‚Knecht Gottes‘). Martin Noth hingegen geht von der Wurzel ḤNK aus, vergleicht arabisch ḥunukun und übersetzt den Namen als „klug, gelehrt“. Schließlich kommt eine Ableitung des Namens von der Wurzel חנך ḥnk „einweihen“ in Betracht, sodass der Name als „Einweiher“, „Gründer“ oder auch „Eingeweihter“ übersetzt werden könnte.
Die Septuaginta gibt den Namen als Ἑνώχ Enōch wieder, die Vulgata als Enoch und der Samaritanische Pentateuch als ’Īnok.

## Altes Testament
Im Alten Testament findet sich über Henoch nur ein kurzer Absatz in Gen 5,18–24 . Danach ist Henoch der älteste Sohn des Jered und damit ein Nachkomme des Set. Sein Vater war 162 Jahre alt, als er ihn zeugte. Er selbst zeugte im Alter von 65 Jahren Methusalem. Anschließend soll er noch 300 Jahre gelebt haben und viele weitere Söhne und Töchter gehabt haben. Dann heißt es in Vers 24: „Henoch war seinen Weg mit Gott gegangen, dann war er nicht mehr da; denn Gott hatte ihn aufgenommen“ (Einheitsübersetzung). Sein erreichtes Lebensalter von 365 Jahren, das im Vergleich zu seinen Eltern und Kindern gering ist, kann symbolisch gesehen werden: Die Zahl entspricht der Anzahl der Tage eines Sonnenjahres.
Eine vergleichbare Geschichte findet sich in der Bibel in 2 Kön 2,11  mit der Entrückung des Elija.

## Neues Testament
Neutestamentlich wird in Heb 11,5  betont, dass Henoch „aufgrund des Glaubens“ entrückt wurde und nicht sterben musste und dass er vor der Entrückung das Zeugnis erhielt, dass „er Gott gefiel“. Hier zeigt sich der Einfluss der paulinischen Theologie, mit ihrer Rechtfertigung des Gläubigen durch den Glauben, nicht durch Werkgerechtigkeit.
In Jud 1,14  wird nach gängiger Ansicht ein Satz Henochs zitiert, der auch im apokryphen äthiopischen Henochbuch (1,9) zu finden ist. Henoch, „der siebte nach Adam“, habe von zukünftigen Irrlehrern geweissagt, und dass Gott mit vielen tausend Heiligen kommen werde, um über die Gottlosigkeit der Menschen zu richten. Diese Stelle belegt, dass in den frühchristlichen Gemeinden Schriften rezipiert wurden, die von der späteren Kirche nicht kanonisiert wurden.
Henoch wird außerdem in Lk 3,37  in einem der Stammbäume Jesu Christi genannt.

## Außerbiblisches

### Apokryphes Buch der Weisheit
Das deuterokanonische Buch der Weisheit (4,7–17) spielt offensichtlich auf Henoch an: „Der Gerechte aber, kommt auch sein Ende früh, geht in Gottes Ruhe ein. [...] Er gefiel Gott und wurde von ihm geliebt; da er mitten unter Sündern lebte, wurde er entrückt.“

### Die apokryphen Henochbücher

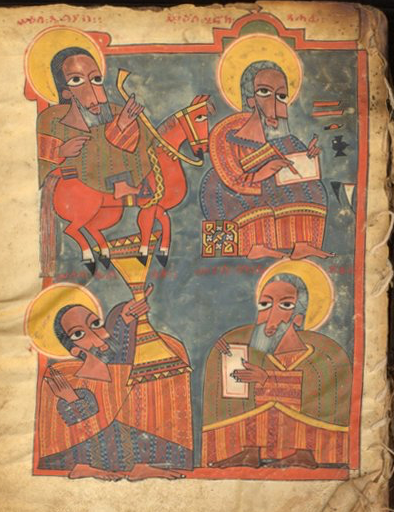
Darstellung Henochs (rechts oben) in der altäthiopischen Henoch-Handschrift Gunda Gunde 151. Durch das Buch, die Schreibutensilien und den Schreiberhocker sowie die Beischrift „Schreiber“ (Ge’ez: ጸሓፊ ṣaḥāfi) ist Henoch als Schriftsteller gekennzeichnet. Der unten rechts dargestellte Schriftgelehrte ist Esra.

Unter dem Namen Henoch existieren drei apokryphe Bücher, die mit 1., 2. und 3. Buch Henoch oder manchmal auch nach den Sprachen bezeichnet werden, in denen sie hauptsächlich überliefert sind.
- Das 1. Buch Henoch wird auch als Äthiopisches Henochbuch bezeichnet. Es ist vollständig nur in Altäthiopischer Sprache überliefert. Teile des Buches sind auch in Griechisch (die ersten 32 Kapitel, in einer 1886/87 gefundenen Handschrift; wird auch gelegentlich als Griechisches Henochbuch bezeichnet) und Aramäisch erhalten.
- Das 2. Buch Henoch (das Slawische Henochbuch) ist nur noch in Kirchenslawisch erhalten.
- Das 3. Buch Henoch (Hebräisches Henochbuch) in hebräischer Sprache.

Henoch ist nach biblischer Überlieferung von Gott in den Himmel entrückt worden. In den Henoch-Büchern malte man sich aus, was Henoch bei seinen Himmelsreisen wohl gesehen haben mag. Das erste Buch Henoch enthält fünf verschiedene Teil-Bücher, eventuell erstellt von verschiedenen Autoren. Verschiedene aramäische und zwei hebräische Fragmente des 1. Henoch wurden in Qumran gefunden und sind damit sicher datierbar auf die Zeit zwischen 130 v. Chr. und 68 n. Chr.
Erstmals findet sich im o. a. 1. Buch Henoch die Beschreibung einer „Hölle“, in der Menschen gequält werden (Kapitel 21), was in der Tora unbekannt ist. Die Schilderungen der verschiedenen Himmel und Höllen, mitsamt ihren Engeln (besonders den gefallenen), beeinflussten ebenfalls die Vorstellungen der frühen Kirchenväter des 2. bis 4. Jahrhunderts. Historiker messen den Büchern daher eine bedeutende Rolle in der Entwicklung des christlichen Dogmas der Höllenlehre und bestimmter Aspekte der Apokalypse zu.

### Weitere apokryphe Schriften
Nach dem Pseudo-Titus-Brief wird Henoch beauftragt, eine Geschichte der ersten Menschen niederzuschreiben. Mit dieser Aussage kann die Existenz der Henochbücher begründet werden.
In der Apokalypse des Paulus wird Henoch als der Schreiber der Gerechtigkeit bezeichnet.
Nach der Himmelfahrt des Jesaja befinden sich Henoch und andere im Himmel, ohne ihren fleischlichen Leib und in neue Gewänder gehüllt; Throne und Kronen werden sie demnach erst nach der Ankunft des Messias bekommen.
Nach der Offenbarung des Petrus wird ein falscher Christus kommen. Darauf werden Henoch und Elija erscheinen und diesen entlarven.

### Köstliche Perle
Im 7. und 8. Kapitel des Buchs Mose in der Köstlichen Perle, einer Heiligen Schrift der Mormonen, wird die biblische Geschichte von Henoch ausführlicher erzählt. Diese Erzählung wird von der Kirche Jesu Christi der Heiligen der Letzten Tage als authentisch angesehen. Demzufolge berief Gott Henoch als Prophet, um dem Volk Umkehr zu predigen. Er wurde Seher genannt. Der Bericht enthält auch eine Predigt Henochs, die er selbst als Plan der Errettung bezeichnet, über Umkehr, Taufe und Jesus Christus. Er soll auch in einer Vision Gott gesehen und mit ihm gesprochen haben. Er war der Führer des Volkes Gottes, genannt Zion. Er und das Volk bzw. die Stadt Zion wurden in den Himmel aufgenommen.